# Alexandra Schwartzbrod
Alexandra Schwartzbrod (Nancy, 24 febbraio 1960) è una scrittrice e giornalista francese.

## Biografia
Nata a Nancy nel 1960, si è diplomata nel 1982 in lingua inglese e russa alla Scuola Superiore per Interpreti e Traduttori di Parigi.
Giornalista specializzata in armamenti e aeronautica, è stata corrispondente per il quotidiano economico Les Echos dal 1989 al 1994, anno in cui è entrata nella redazione di Libération.
Reporter a Gerusalemme durante la Seconda intifada dal 2000 al 2003, ha tratto dall'esperienza il romanzo Balagan, vincitore del Premio SNCF du polar nel 2004.
Autrice di 4 saggi e 6 romanzi gialli, nel 2010 ha vinto con Addio Gerusalemme il Grand prix de littérature policière.

## Opere principali

### Romanzi
- Kuciuk (Koutchouk, 2000), Milano, Garzanti, 2002 traduzione di Piero Pagliano ISBN 88-11-66493-4.
- Balagan (2003)
- Petite Mort (2005)
- La Cuve du Diable (2007)
- Addio Gerusalemme (Adieu Jérusalem, 2010), Milano, Leone, 2012 traduzione di Virginie Gaugey ISBN 978-88-6393-080-1.
- Le Songe d'Ariel (2012)

### Saggi
- Dassault, le dernier round (1991)
- Le Président qui n'aimait pas la guerre - Dans les coulisses du pouvoir (1995)
- L'Acrobate - Jean-Luc Lagardère ou les armes du pouvoir (1998)
- Jérusalem (2008)

## Premi e riconoscimenti
- Premio SNCF du polar: 2004 vincitrice con Balagan
- Grand prix de littérature policière: 2010 vincitrice nella categoria Miglior romanzo francese con Addio Gerusalemme